# Jorge Ignacio García Cuerva
Jorge Ignacio García Cuerva (Río Gallegos, 12 aprile 1968) è un arcivescovo cattolico argentino, dal 26 maggio 2023 arcivescovo metropolita di Buenos Aires e dal 28 novembre 2023 ordinario per i fedeli di rito orientale in Argentina.

## Biografia
Jorge Ignacio García Cuerva è nato il 12 aprile 1968 a Río Gallegos, sede dell'omonima diocesi e capitale della provincia di Santa Cruz, sulla costa meridionale della Repubblica Argentina; proveniente da una famiglia benestante, è il primogenito dei cinque figli di Graciela, insegnate, e Jorge Antonio, militare e dentista. Suo padre era cugino di primo grado del pilota Gustavo García Cuerva, eroe nazionale caduto durante la guerra delle Falkland.

### Formazione e ministero sacerdotale
Dopo aver ricevuto la formazione primaria e secondaria, conseguendo il diploma, nel 1986 si è trasferito nella capitale, ad oltre 2.500 km di distanza, dove si è iscritto alla facoltà di legge presso l'Università di Buenos Aires; nello stesso periodo ha cominciato il servizio di volontariato nei quartieri popolari di El Palito ed El Garrote a Tigre, città nella periferia dell'area metropolitana. È proprio durante quest'esperienza che ha scoperto la vocazione al sacerdozio, scegliendo così di interrompere gli studi di giurisprudenza per iscriversi al Seminario diocesano di San Isidro nel 1989: qui ha frequentato i corsi di filosofia e teologia presso l'Istituto di Sant'Agostino.
Terminato il percorso ha ricevuto l'ordinazione sacerdotale il 24 ottobre 1997, nella cattedrale di Sant'Isidoro, per imposizione delle mani di Alcides Jorge Pedro Casaretto, vescovo di San Isidro; contestualmente si è incardinato, ventinovenne, come presbitero della stessa diocesi.
Subito dopo l'ordinazione gli è stato affidato il primo incarico pastorale come vicario parrocchiale nella chiesa di Nostra Signora a La Cava, nella località di Béccar, una nota baraccopoli; al contempo ha frequentato la Pontificia università cattolica argentina (UCA), ottenendo la licenza in teologia con specializzazione in storia della Chiesa nel 2003, con una tesi intitolata La Chiesa a Buenos Aires durante l'epidemia di febbre gialla del 1871. Nel 2005 è stato promosso parroco della chiesa di Santa Chiara d'Assisi ad El Talar, distretto di Tigre, nei quartieri popolari di San Pablo ed Almirante Brown, dove è rimasto nove anni; ha poi ripreso anche gli studi giuridici, conseguendo il titolo di avvocato nel 2009 presso l'Università cattolica di Salta. Nel 2014 è stato nuovamente trasferito nella parrocchia di La Cava, rimanendone parroco per tre anni, ed ha conseguito inoltre la specializzazione in diritto canonico presso l'UCA nel 2016, con una tesi intitolata Esequie ecclesiastiche e cimiteri nel diritto canonico.
A livello diocesano è stato nominato delegato della pastorale carceraria nel 1997, cappellano di diversi centri penitenziari nella provincia di Buenos Aires nel 2011, vicepresidente della Caritas nel 2012, consulente di diritto canonico e promotore di giustizia nel Tribunale interdiocesano di San Isidro-Merlo-Moreno. Inoltre è stato anche rappresentante dell'America Latina e dei Caraibi presso la Commissione internazionale per la pastorale penitenziaria cattolica dal 2010, membro fino al 2013 e poi segretario della Commissione di pastorale penitenziaria della Conferenza episcopale argentina. Ha svolto tali uffici fino alla promozione all'episcopato.

### Ministero episcopale
Il 20 novembre 2017 papa Francesco lo ha nominato, quarantanovenne, vescovo ausiliare di Lomas de Zamora, assegnandogli in pari tempo la sede titolare di Lacubaza. Ha ricevuto la consacrazione episcopale il 3 marzo 2018, nella cattedrale di Nostra Signora della Pace a Lomas de Zamora, per imposizione delle mani del vescovo di Lomas de Zamora Jorge Rubén Lugones, co-consacranti il vescovo emerito di San Isidro Alcides Jorge Pedro Casaretto, il vescovo di San Isidro Óscar  Vicente Ojea Quintana, il vescovo di Viedma Esteban María Laxague e il vescovo di Río Gallegos Miguel Ángel D'Annibale.
Come suo motto episcopale ha scelto No apartes tu rostro del pobre, che tradotto vuol dire "Non distogliere lo sguardo dal povero" (Tobia 4, 7).
Il 3 gennaio 2019 il papa lo ha trasferito, cinquantenne, a capo della nativa diocesi di Río Gallegos; è succeduto a monsignor D'Annibale, trasferito alla sede di San Martín il 15 giugno dell'anno precedente. Ha preso possesso della diocesi durante una cerimonia svoltasi nella cattedrale di Nostra Signora di Luján il 23 marzo seguente.
Il 20 luglio 2021 è stato nominato anche membro della Congregazione per i vescovi..
Il 26 maggio 2023 il papa lo ha promosso, cinquantacinquenne, quale suo secondo successore come arcivescovo metropolita di Buenos Aires, sede primaziale d'Argentina; contestualmente è succeduto al settantacinquenne cardinale Mario Aurelio Poli, dimissionario per raggiunti limiti d'età. Il 29 giugno 2023 ha ricevuto il pallio dal Santo Padre durante la cerimonia svoltasi in piazza san Pietro a Roma, mentre il 15 luglio seguente ha preso possesso dell'arcidiocesi durante una cerimonia che si è svolta nella cattedrale della Santissima Trinità a Buenos Aires.
Il 28 novembre dello stesso anno è stato nominato anche ordinario per i fedeli di rito orientale in Argentina.

## Genealogia episcopale e successione apostolica
La genealogia episcopale è:
- Cardinale Scipione Rebiba
- Cardinale Giulio Antonio Santori
- Cardinale Girolamo Bernerio, O.P.
- Arcivescovo Galeazzo Sanvitale
- Cardinale Ludovico Ludovisi
- Cardinale Luigi Caetani
- Cardinale Ulderico Carpegna
- Cardinale Paluzzo Paluzzi Altieri degli Albertoni
- Papa Benedetto XIII
- Papa Benedetto XIV
- Papa Clemente XIII
- Cardinale Bernardino Giraud
- Cardinale Alessandro Mattei
- Cardinale Pietro Francesco Galleffi
- Cardinale Giacomo Filippo Fransoni
- Cardinale Carlo Sacconi
- Cardinale Edward Henry Howard
- Cardinale Mariano Rampolla del Tindaro
- Cardinale Antonio Vico
- Arcivescovo Filippo Cortesi
- Arcivescovo Zenobio Lorenzo Guilland
- Vescovo Anunciado Serafini
- Cardinale Antonio Quarracino
- Papa Francesco
- Vescovo Jorge Rubén Lugones, S.I.
- Arcivescovo Jorge Ignacio García Cuerva

La successione apostolica è:
- Vescovo Fabián González Balsa (2022)
- Vescovo Pedro Bernardo Cannavó (2024)
- Vescovo Sergio Iván Dornelles (2024)
- Vescovo Alejandro Daniel Pardo (2024)